# Chances (historieta)
Chances fue una historieta de ciencia ficción que el argentino Horacio Altuna publicó en 1986 y le valió el Premio Yellow Kid. Está ambientada en una sociedad futura, sobrepoblada y dividida entre ricos y pobres.

## Argumento
Chances cuenta la fuga de Riff, un joven clon de 18 años que escapa de un centro de clonación en el que lo tienen para trasplantarle los órganos al individuo de muestra cuando sea de viejo. La policía busca infatigablemente al clon fugado, pero el joven se refugia en uno de los barrios bajos de la ciudad, repleto de delincuentes, prostitutas y asesinos. Allí conoce a Lobo y al viejo Héctor Chimi, personajes que lo acompañan durante algunas aventuras, hasta que vuelve a ser capturado. 
Chances es una reflexión sobre la naturaleza humana y la vida, y es el viaje de un joven que sale a conocer el mundo, que escapa de una burbuja de inocencia y, poco a poco, va degradándose hasta el punto de asimilarse al entorno en que le toca sobrevivir.